# Anna Lindhagen (politiker)

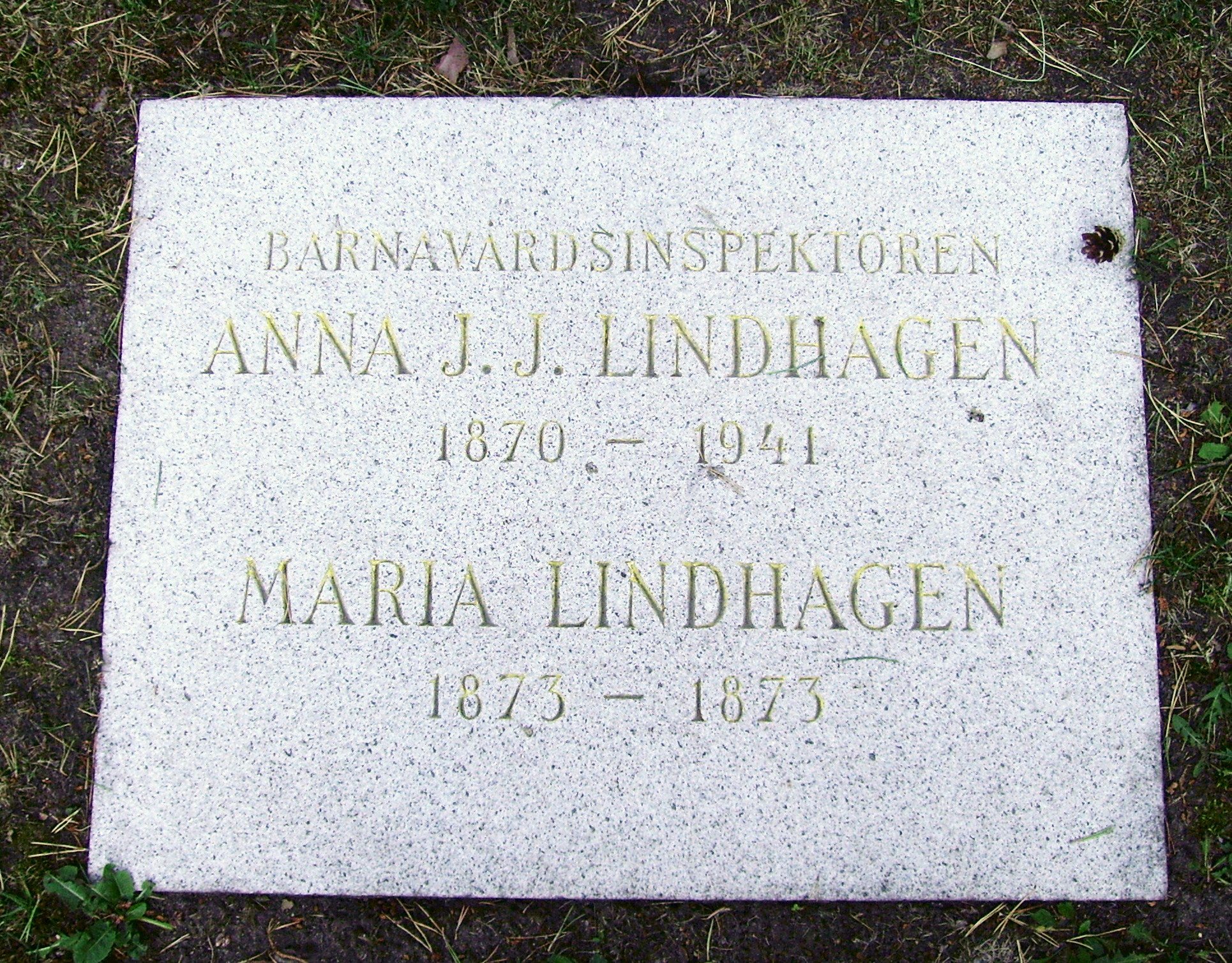
Gravvård på Norra begravningsplatsen i Solna.

Anna Jakobina Johanna Lindhagen, född 7 april 1870 i Stockholm, död 15 maj 1941 i Stockholm, var en svensk socialdemokratisk politiker och  kvinnosaksaktivist. Hon var dotter till Albert Lindhagen samt syster till Carl Lindhagen och Arthur Lindhagen. Lindhagen är begravd på Norra begravningsplatsen i Stockholm.

## Biografi

### Socialt arbete
Anna Lindhagen utbildade sig till sjuksköterska vid Röda korsets sjuksköterskeskola och arbetade med stor empati som barnavårdsinspektör vid Stockholms fattigvårdsnämnds utackorderingsbyrå 1902–1925. Hon var redaktör för Morgonbris 1911–1916. 
Lindhagen var ledamot av stadsfullmäktige åren 1911–1923. Hon var den första i Sverige att föreslå samhällshjälp till änkor och faderlösa. I april 1915 var hon en av Sveriges 16 delegater i den internationella fredskonferensen för kvinnor i Haag.

I en trerumslägenhet på Fjällgatan 30, Stockholm, inrättade Anna Lindhagen 1927 Stigbergets ungdomsgård. Aktiviteterna bestod av samkväm, kurser, klubb och scoutverksamhet för i första hand flickor som slutat folkskolan. Verksamheten leddes av lärarinnor i Katarina och Sofia skolor och lades ner 1936.   
Med stort engagemang utförde hon ett betydelsefullt arbete för bevarandet av den småskaliga bebyggelsen på Södermalm såväl beträffande exteriörer och trädgårdar som ett antal tidstypiska interiörer.

### Roll inom koloniträdgårdens framväxt
Anna Lindhagen var tillsammans med Anna Åbergsson drivande kraft i koloniträdgårdrörelsens framväxt i Sverige. År 1906 bildades på Anna Lindhagens initiativ Föreningen koloniträdgårdar i Stockholm (föregångaren till dagens Föreningen Stor-Stockholms Koloniträdgårdar, FSSK) där Anna Lindhagen blev föreståndare och Anna Åbergsson kassör. 
Hon var medlem av Stockholms skönhetsråd från 1921. 

### Engagemang i kvinnosaken
Anna Lindhagen var också engagerad i striden för kvinnlig rösträtt. Hennes bror Carl var känd som en av kvinnorörelsens mest aktiva sympatisörer i riksdagen. Våren 1902, då ett förslag om kvinnlig rösträtt hade förkastats i riksdagen, var hon en av dem som kallade till möten för bildandet av en rösträttsförening, vilket skulle komma att bli Landsföreningen för kvinnans politiska rösträtt. Möten hölls då både av företrädare för högern, så som Fredrika-Bremer-förbundet, och av profiler på vänsterkanten som hon själv. 
Under sin tid inom rösträttsrörelsen utgjorde Anna Lindhagen med sin bakgrund i överklassen och sina vänsteråsikter en länk mellan den något borgerliga rösträttsrörelsen Landsföreningen för kvinnans politiska rösträtt (LKPR) och de socialdemokratiska kvinnoförbunden, som också stödde kvinnlig rösträtt. I juni 1911 deltog hon i de fraktionsstrider som skakade LKPR då man i praktiken övergav sin politiskt neutrala hållning genom att bojkotta de partier som var emot kvinnlig rösträtt, vilket i praktiken var högern. 
Vid LKPR:s segermiddag i maj 1919 var hon talesperson för de socialdemokratiska kvinnorna, och uppläste deras svar på rösträttsförbundets hälsning med anledning av rösträttens införande.

## Minnesmärken

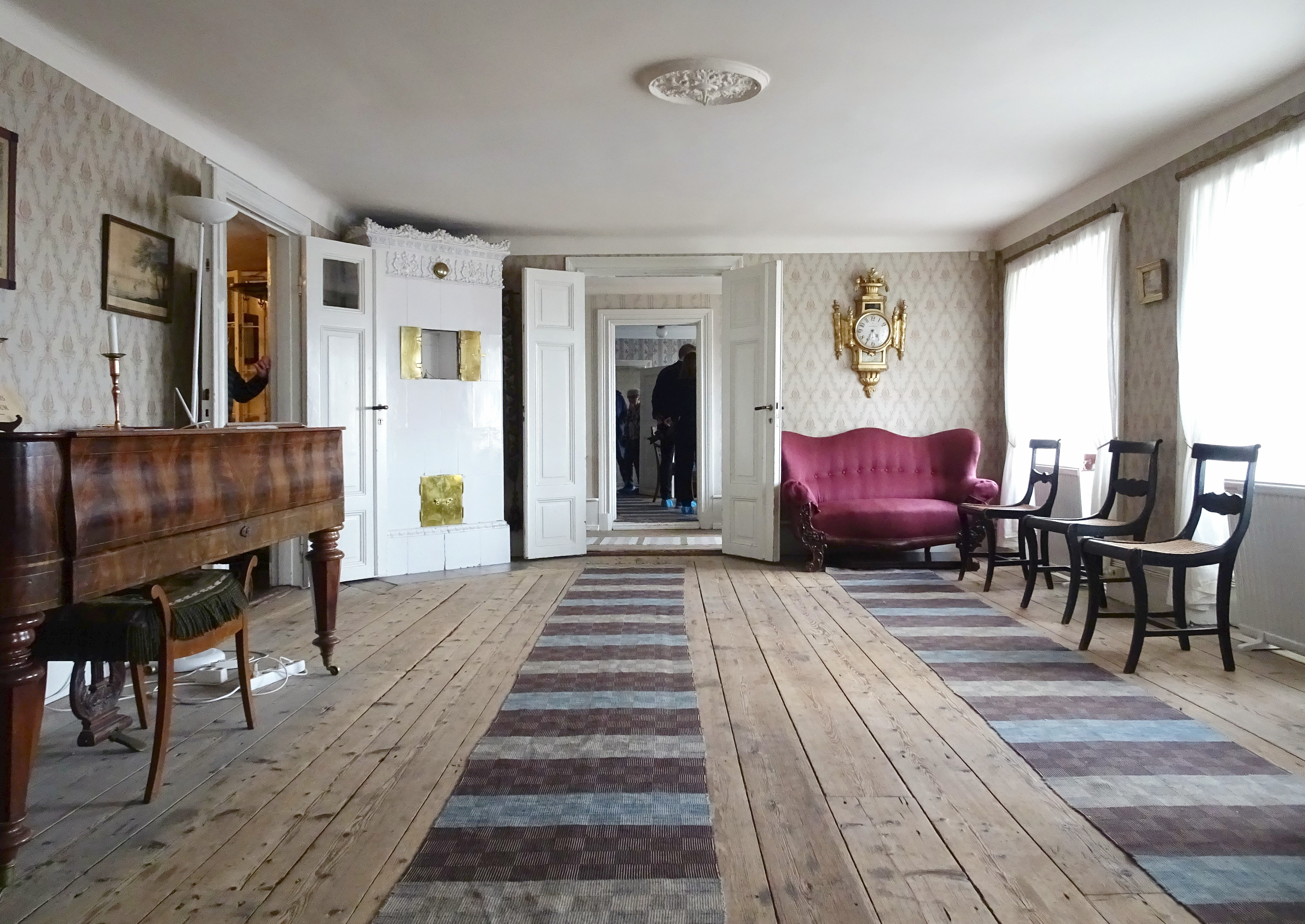
Borgarrummen (salongen).

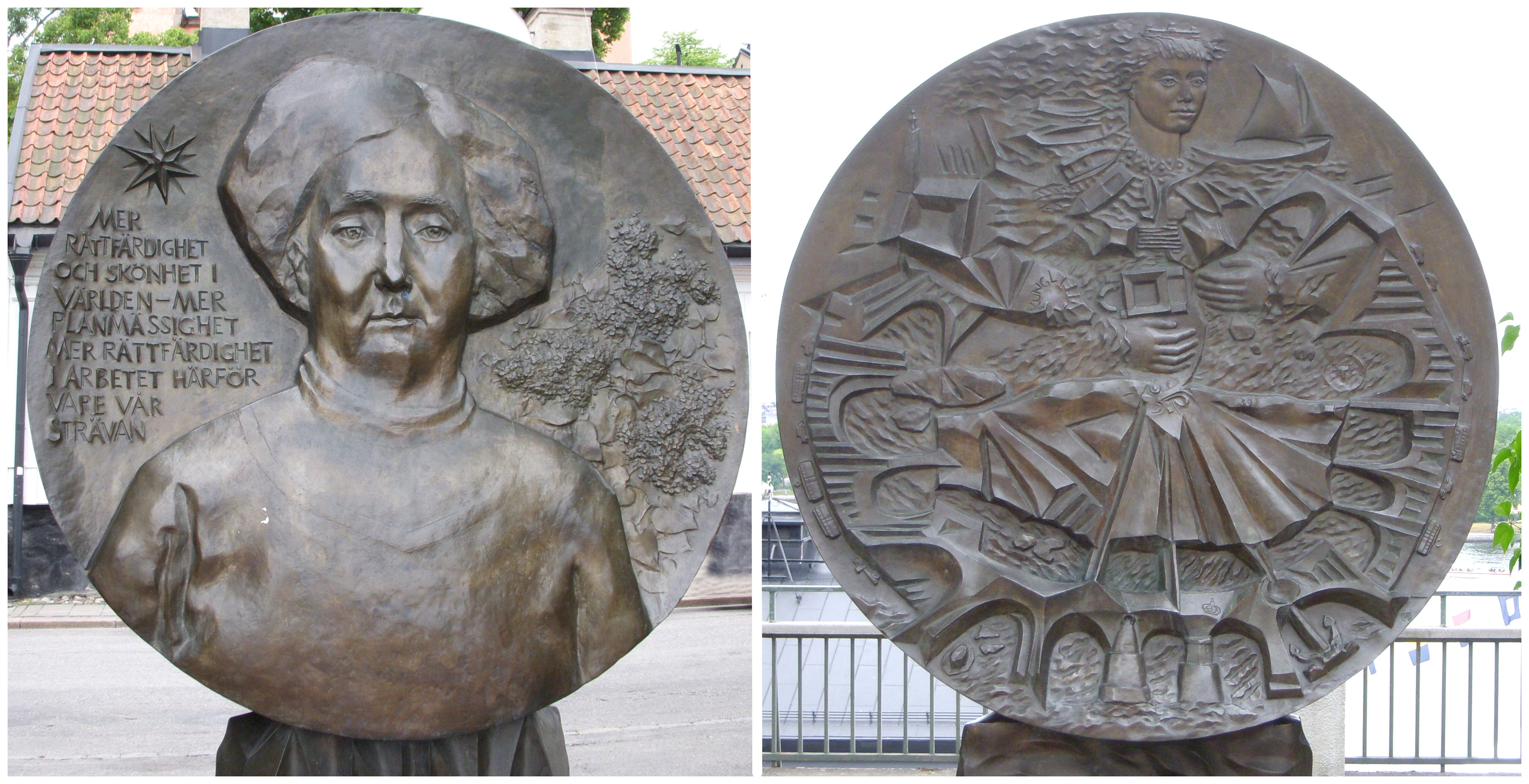
"Anna Lindhagens minne".

### Borgarrummen
I huset Fjällgatan 34 på Södermalm i Stockholm finns ett litet levande museum, Stigbergets borgarrum, som skapades 1929 av Anna Lindhagen. Samma år bildade hon även Föreningen Stigberget vars syfte var att hålla områdets hembygdstraditioner vid liv. "Borgarrummen" visar hur en borgarfamilj bodde i mitten av 1800-talet och består av sex rum och kök, möblerad av Anna Lindhagen, delvis med saker från hennes eget hem. För att hålla museet levande organiserade Lindhagen regelbundna aftnar med bland annat musik och föredrag av kända författare, konstnärer, vetenskapsmän och musiker. De sista åren av sitt liv bodde hon i två av museets rum. Vid Stigbergsgatan finns Anna Lindhagens täppa, en liten park som anlades av Anna Lindhagen i början av 1930-talet.

### Skulptur
Utanför Fjällgatan 34 står sedan 1987 en skulpturen Anna Lindhagens minne, som skapades av Kerstin Kjellberg-Jacobsson. Skulpturen är gestaltad som en stor medalj med fram- och baksida. På framsidan syns Anna Lindhagen och på baksidan avbildas olika Stockholmsmotiv med bland annat Mälardrottningen som håller i Gamla stan och Stockholms slott. Framsidan bär en inskription som lyder:
| ” | Rättfärdighet och skönhet i världen – mer planmässighet mer rättfärdighet i arbetet härför vare vår strävan. | „ |

### Installation
På Melanders Fisk i hörnet av Götgatan och Åsögatan domineras matsalen sedan november 2023 av en glasinstallation av Wille Crafoord som visar Anna Lindhagen i en drottninglik dans mellan skatteverk och kyrka.